# 2002 PO149
2002 PO149 est un objet transneptunien faisant partie des cubewanos. 

## Caractéristiques
2002 PO149 mesure environ 150 km de diamètre.